# Proterosuchidae
De Proterosuchidae zijn een familie van uitgestorven basale Archosauromorpha en omvat reptielen die enige gelijkenis vertonen met de krokodillen, hoewel ze er niet nauw verwant aan zijn.
De soorten uit de Proterosuchidae leefden tijdens het Laat-Perm en Vroeg-Trias (Changhsingien tot Olenekien; ongeveer 254 tot 245 miljoen jaar geleden) en fossielen zijn bekend uit Rusland, de Volksrepubliek China, Zuid-Afrika en Australië. De proterosuchiden werden vervangen door meer ontwikkelde erythrosuchiden. De familie Proterosuchidae is vermoedelijk parafyletisch; er is nooit een definitie gegeven als klade.

## Geslachten
- Archosaurus
- Blomia
- Chasmatosaurus
- Chasmatosuchus
- Exilisuchus
- Gamosaurus
- Kalisuchus
- Proterosuchus
- Sarmatosuchus
- Tasmaniosaurus
- Vonhuenia